# Ancylotrypa dentata
Espèce
Synonymes
- Cyrtauchenius dentatus Purcell, 1903

Ancylotrypa dentata est une espèce d'araignées mygalomorphes de la famille des Cyrtaucheniidae.

## Distribution
Cette espèce est endémique du Cap-du-Nord en Afrique du Sud,.

## Publication originale
- Purcell, 1903 : New Arachnida collected by Mr. S. C. Cronwright Schreiner at Hanover, Cape Colony. Annals of the South African Museum, vol. 3, p. 13-40 (texte intégral).